# MG 13
Das MG 13 war ein leichtes deutsches Maschinengewehr, das für wenige Jahre als Standard-MG bei der Reichswehr eingeführt wurde.

## Geschichte
Der Hintergrund der Entwicklung des MG 13 war die Notwendigkeit, die schwerfälligen Schnellfeuerwaffen des Typs MG 08 zu ersetzen, die in ihren ersten Varianten wassergekühlt waren. Die deutsche Militärführung forderte stattdessen ein luftgekühltes MG, das möglichst universell sowohl als Infanteriewaffe wie auch als Bordwaffe von Panzerfahrzeugen und Flugzeugen einsetzbar sein sollte. Die Auflagen des Versailler Vertrages verboten zwar die Neuentwicklung von Maschinengewehren, dies wurde jedoch unterlaufen. Als Grundlage für die Konstruktion diente das wassergekühlte MG Dreyse 13, das im Ersten Weltkrieg nur als Behelfswaffe zum Einsatz gekommen war. 1930 wurde das verbesserte Modell in das Arsenal der Reichswehr übernommen. Es verblieb dort jedoch nur kurze Zeit, da bereits im Frühjahr 1931 mit der Entwicklung eines Einheits-Maschinengewehrs begonnen wurde. Ab 1936 wurde das MG 13 weitgehend ausgemustert und durch das modernere MG 34 ersetzt. Gegen Ende des Zweiten Weltkrieges wurden die Reservebestände aufgrund des Mangels an anderen Waffen an die Truppen ausgegeben.

## Beschreibung
Das MG 13 ist ein luftgekühlter, aufschießender Rückstoßlader mit kurzem Rohrrücklauf. Die Patronenzufuhr erfolgte von links durch Kurvenmagazine mit 25 Schuss oder durch Doppeltrommelmagazine mit 75 Schuss Kapazität. Das MG 13 hatte eine Abzugswippe, mit der wie beim späteren MG 34 durch das Betätigen des oberen Teils Einzelfeuer und des unteren Teils Dauerfeuer abgegeben werden konnte. Die Schulterstütze war wie das Zweibein klappbar. Auf der Mündung saß ein Rückstoßverstärker.

## Varianten
- MG 13: Standardversion, langer Lauf
- MG 13k: Kurzversion, Lauflänge auf 600 mm verringert
- MK 13kd: Kurzversion mit massiverem Lauf für längeres Dauerfeuer